# Thionville
Thionville település Franciaországban, Moselle megyében. Lakosainak száma 42 778 fő (2022. január 1.). Thionville Algrange, Angevillers, Cattenom, Entrange, Escherange, Florange, Basse-Ham, Hayange, Hettange-Grande, Illange, Manom, Nilvange, Terville és Yutz községekkel határos.

## Történelme
A harmincéves háború során Manassès de Pas de Feuquières márki, francia marsall seregei ostrom alá vették a várost. 1639. június 17-én Ottavio Piccolomini császári tábornok nagy csatában szétverte az ostromlókat és felmentette Thionville-t. Maga Feuquières márki is a császáriak fogságába esett.

## Népesség
A település népessége az elmúlt években az alábbi módon változott:
| Lakosok száma | 41 325 | 41 627 | 40 665 | 41 396 | 40 701 | 40 477 | 40 778 | 41 383 | 42 163 | 42 778 |
|               | 2012   | 2013   | 2015   | 2016   | 2017   | 2018   | 2019   | 2020   | 2021   | 2022   |